# 中山公园与中山纪念堂
中山公园与中山纪念堂，位于中国广东省梅州市大埔县三河汇城，为梅州市大埔县的一个县级文物保护单位，类型为近现代重要史迹及代表性建筑，公布时间为1985年4月。
中山公园与中山纪念堂的历史年代为1929。